# Сикихор
Сикихор (таг. Siquijor) — провинция Филиппин, в регионе Центральные Висайи. Административный центр — город Сикихор. Это третья самая маленькая провинция страны (после Батанес и Камигин). Площадь составляет 343,5 км².

## География

Остров Сикихор

Расположена на одноимённом острове в межостровном море Минданао, к югу от островов Себу (25 км) и Негрос (19 км), к юго-западу от острова Бохоль (30 км) и к северу от острова Минданао (45 км). Остров холмист, во многих местах холмы достигают побережья, образуя крутые обрывы. В центре расположена самая высокая точка острова — гора Малабахок (Бандилаан) — 628 м. Длина береговой линии острова составляет 102 км.
Остров характеризуется тропическим климатом. Годовой уровень осадков составляет 1000—1300 мм; самый дождливый месяц — ноябрь и самый засушливый — апрель. Сухой сезон продолжается с января по май. Средняя годовая температура составляет 28 °C.

## Население
Население по данным на 2010 год составляет 91 066 человек. Основной язык — себуанский, многие также говорят на тагальском и английском. Средний прирост населения составляет 2,19 %, что ниже среднего по стране показателя 2,36 %. Уровень грамотности населения — 92,5 %.
По данным на 2013 год численность населения составляет 91 643 человека.
Динамика численности населения провинции по годам:
| 2000   | 2007   | 2013   |
| ------ | ------ | ------ |
| 81 598 | 87 695 | 91 643 |

## Административное деление
В административном отношении делится на 6 муниципалитетов:
- Энрике-Виллануэва
- Ларена
- Ласи
- Мариа
- Сан-Хуан
- Сикихор

## Галерея

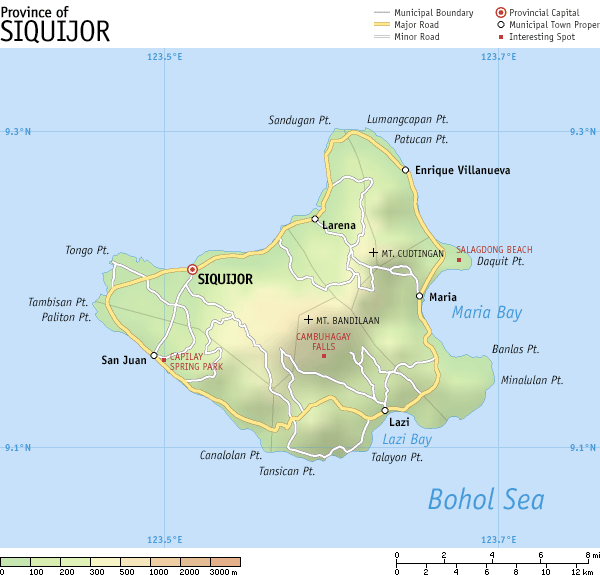
Карта Острова
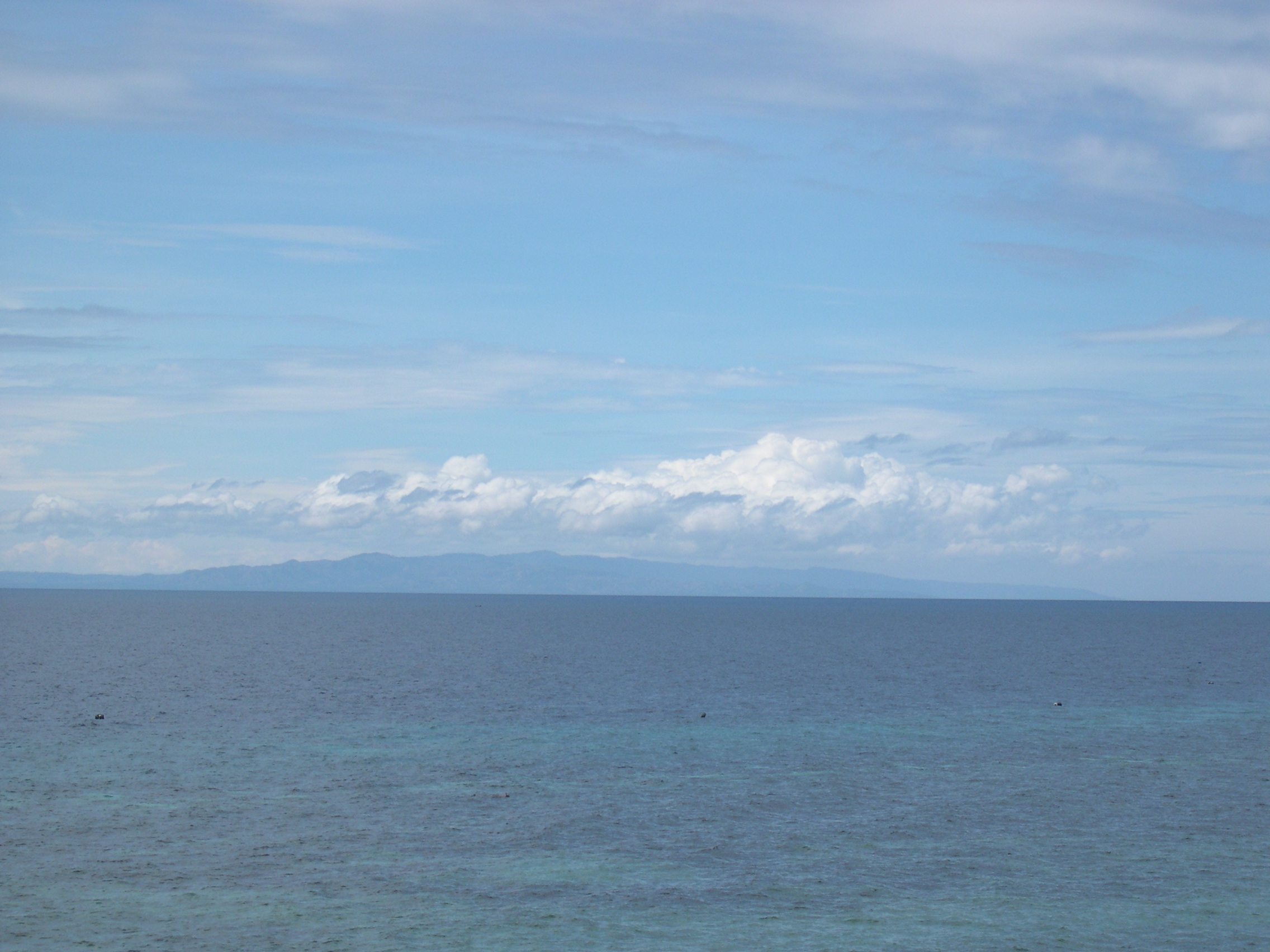
Вид на Сикихор с острова Панглао
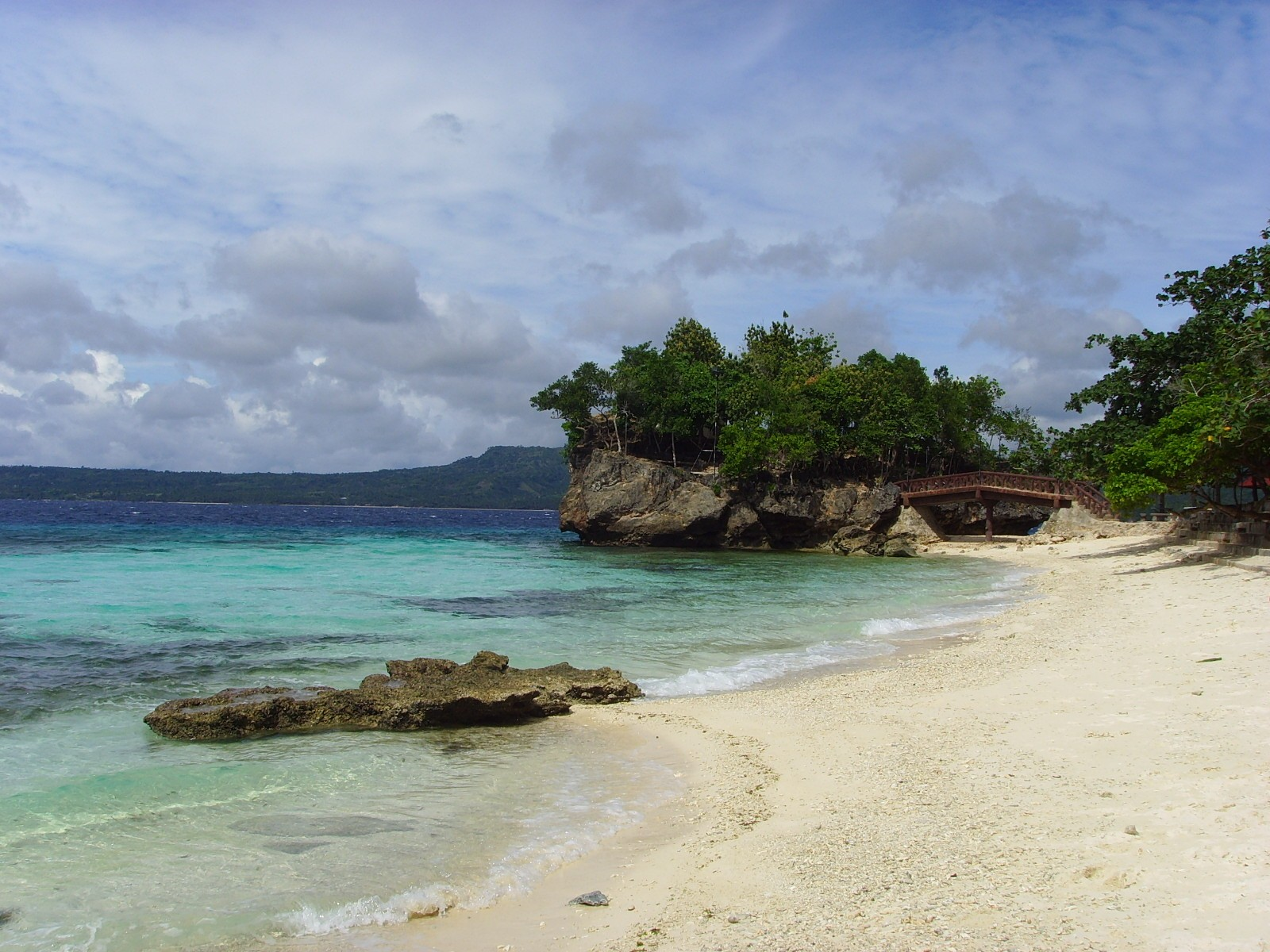
Пляж Салагдунг